# アモン＝ラ・セントブラウン
アモン＝ラ・ジュリアン・ヘル・J・セントブラウン（Amon-Ra Julian Heru J. St. Brown, 1999年10月24日 - ）は、アメリカ合衆国カリフォルニア州アナハイムヒルズ出身のプロアメリカンフットボール選手。NFLのデトロイト・ライオンズに所属している。ポジションはワイドレシーバー。同じくNFL選手で、シカゴ・ベアーズに所属しているエクアニメオス・セントブラウンは実兄である。

## 経歴

### カレッジ

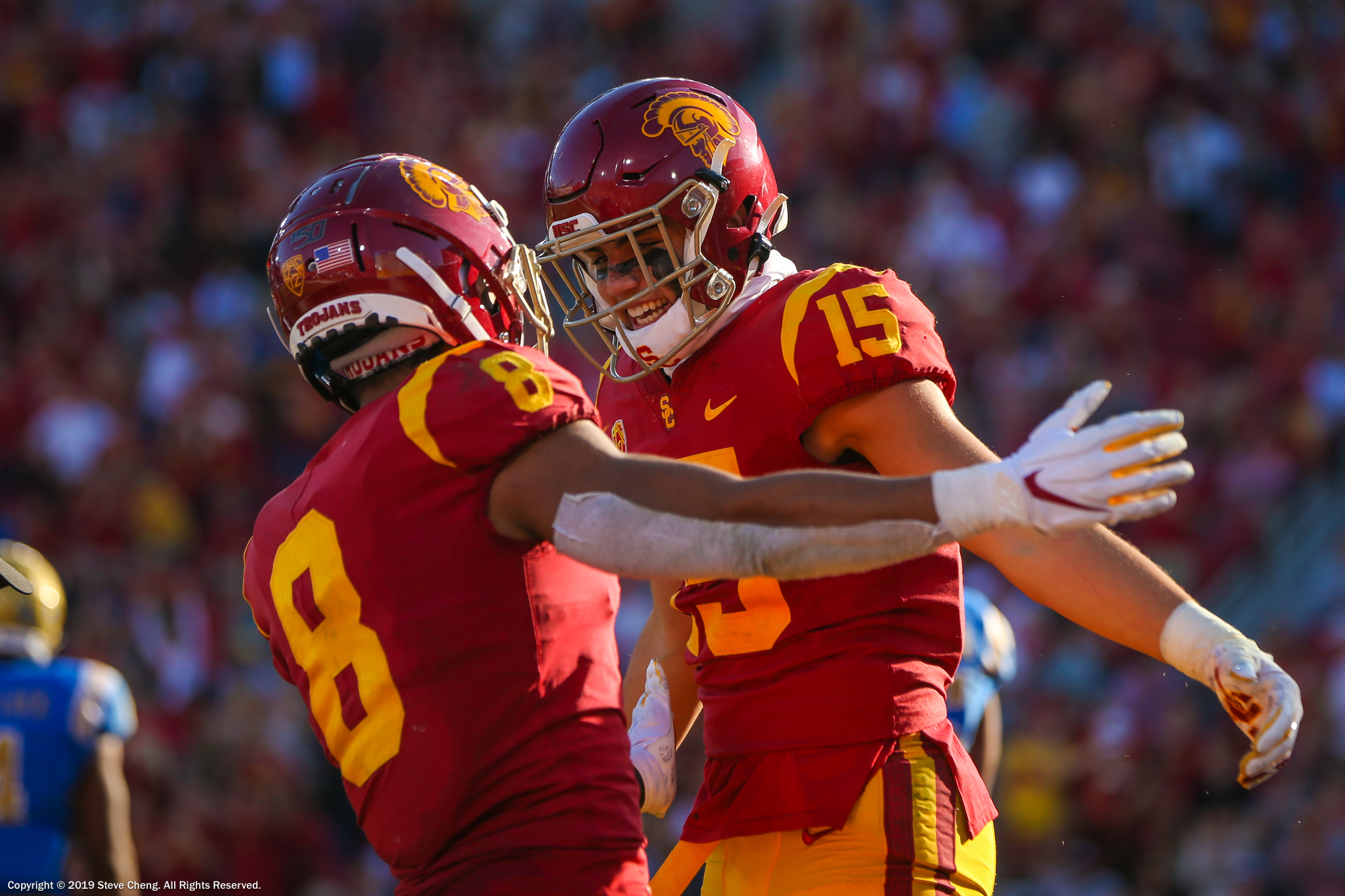
USCでのセントブラウン
（2019年、右はドレイク・ロンドン）

USCで3年間プレーし、通算で2270レシーブ獲得ヤード、16のレシービングTDを記録した。3年目の2020年シーズン終了後、2021年のNFLドラフトへアーリーエントリーした。

#### 個人成績
| シーズン | チーム | 試合 | レシーブ | レシーブ | レシーブ | レシーブ | ラン | ラン | ラン | ラン |
| シーズン | チーム | 試合 | Att      | Yds      | Avg      | TD       | Att  | Yds  | Avg  | TD   |
| -------- | ------ | ---- | -------- | -------- | -------- | -------- | ---- | ---- | ---- | ---- |
| 2018     | USC    | 11   | 60       | 750      | 12.5     | 3        | 2    | 9    | 4.5  | 0    |
| 2019     | USC    | 13   | 77       | 1042     | 13.5     | 6        | 7    | 60   | 8.6  | 1    |
| 2020     | USC    | 6    | 41       | 478      | 11.7     | 7        | 0    | 0    | 0.0  | 0    |
| 通算     | 通算   | 30   | 178      | 2270     | 12.8     | 16       | 9    | 69   | 7.7  | 1    |

### デトロイト・ライオンズ
| 身長                        | 体重           | 腕 の 長 さ       | 手 の 大 き さ   | 40Yrd ダ ッ シ ュ | 10Yrd ス プ リ ッ ト | 20Yrd ス プ リ ッ ト | 20Yrd シ ャ ト ル | 3 コ 丨 ン ド リ ル | 垂 直 跳 び     | 立 ち 幅 跳 び      | ベ ン チ プ レ ス |
| --------------------------- | -------------- | ----------------- | ---------------- | ----------------- | -------------------- | -------------------- | ----------------- | ------------------- | --------------- | ------------------- | ----------------- |
| 5 ft 11+1⁄2 in (182 cm)     | 197 lb (89 kg) | 30+3⁄8 in (77 cm) | 9+1⁄8 in (23 cm) | 4.59 s            | 1.63 s               | 2.64 s               | 4.26 s            | 6.90 s              | 38.5 in (98 cm) | 10 ft 7 in (3.23 m) | 20 回             |
| All values from NFL Combine |                |                   |                  |                   |                      |                      |                   |                     |                 |                     |                   |

2021年のNFLドラフトにて全体112位でデトロイト・ライオンズから指名され、その後4年間のルーキー契約を結んだ。

#### 2021年シーズン
10敗1分と勝利がないまま迎えた第13週のミネソタ・バイキングス戦にて、23-27とリードを許して迎えた第4Q残り4秒の場面でジャレッド・ゴフのパスを受けてキャリア初となるタッチダウンを記録し、チームをシーズン初勝利に導いた。このシーズンは90レシーブ、912レシーブ獲得ヤード、5つのレシービングTDを記録した。

#### 2022年シーズン
第2週のワシントン・コマンダース戦にて9レシーブ、116ラン獲得ヤード、2つのタッチダウンを記録。前シーズンの第15週から数えて、NFL史上2人目となる「6試合連続で8レシーブ以上、1つ以上のタッチダウンを記録した選手」となった。この活躍により、NFCの週間最優秀攻撃選手に選出された。
その後、第15週のカロライナ・パンサーズ戦にて、自身初となるシーズン1000レシーブ獲得ヤードを記録。ライオンズの選手としてはカルビン・ジョンソンを上回り、史上最年少での達成となった。シーズンでは1161レシーブ獲得ヤードを記録し、プロボウルに選出された。

#### 2023年シーズン
リーグ3位となる1515レシーブ獲得ヤードを記録し、2年連続となるプロボウル、自身初のオールプロファーストチームに選出された。

#### 2024年シーズン
全試合に先発出場し、1263レシーブ獲得ヤード、12TDを記録した。3年連続のプロボウル、2年連続のオールプロファーストチームに選出された。

## 家族
アメリカ人の父とドイツ人の母の間に生まれたドイツ系アメリカ人である。
父のジョン・ブラウンは1980年代にボディビルダーとして活躍した。
前述のように兄のエクアニメオスもNFL選手である。弟のオシリスもフットボール選手で、現在はスタンフォード大学でプレーしている。

## 人物
英語の他にドイツ語、フランス語を話すことができる。
名前の「アモン」はエジプト神話に登場する太陽神アメンが由来で、父のジョンが同神話に影響を受けていたことから名付けられた。兄のエクアニメオス、弟のオシリスの名前もエジプトに由来するものである。

## 詳細情報

### 年度別成績

#### レギュラーシーズン
| シーズン | チーム | 試合 | 試合 | レシーブ | レシーブ | レシーブ | レシーブ | レシーブ | レシーブ | ラン | ラン | ラン | ラン | ラン | ファンブル | ファンブル |
| シーズン | チーム | GP   | GS   | Rec      | Tgt      | Yds      | Avg      | Lng      | TD       | Att  | Yds  | Avg  | Lng  | TD   | Fum        | Lost       |
| -------- | ------ | ---- | ---- | -------- | -------- | -------- | -------- | -------- | -------- | ---- | ---- | ---- | ---- | ---- | ---------- | ---------- |
| 2021     | DET    | 17   | 9    | 90       | 119      | 912      | 10.1     | 37       | 5        | 7    | 61   | 8.7  | 26   | 1    | 0          | 0          |
| 2022     | DET    | 16   | 16   | 106      | 146      | 1161     | 11.0     | 49       | 6        | 9    | 95   | 10.6 | 58   | 0    | 0          | 0          |
| 2023     | DET    | 16   | 16   | 119      | 164      | 1515     | 12.7     | 70       | 10       | 4    | 24   | 6.0  | 11   | 0    | 1          | 1          |
| 2024     | DET    | 17   | 17   | 115      | 141      | 1263     | 11.0     | 66       | 12       | 2    | 6    | 3.0  | 10   | 0    | 1          | 1          |
| 通算     | 通算   | 66   | 58   | 430      | 570      | 4851     | 11.3     | 70       | 33       | 22   | 186  | 8.5  | 58   | 1    | 2          | 2          |

### ライオンズ記録
- 史上最年少でシーズン1000レシーブ獲得ヤードを記録：23歳2カ月